# Newarthill

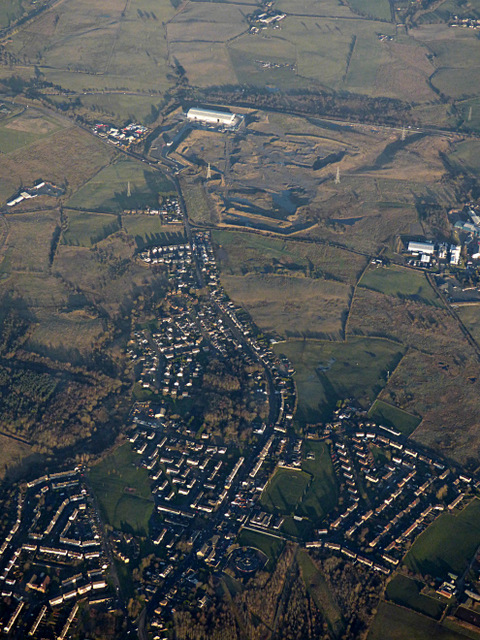
Newarthill aus der Luft

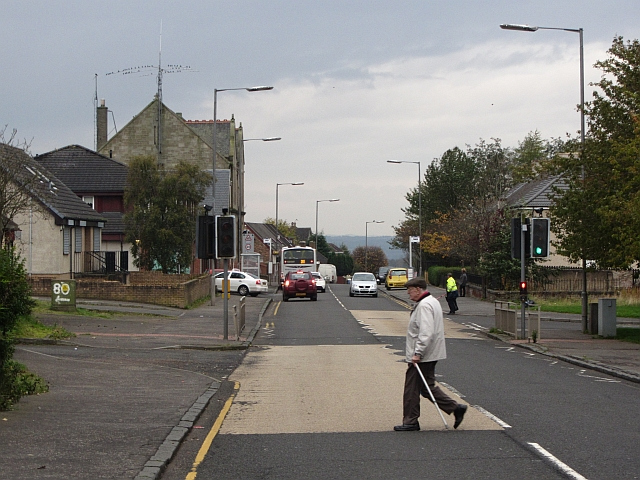
Die Hauptstraße in Newarthill

Newarthill ist eine Gemeinde (Community Council Area), die östlich von Glasgow in der Region North Lanarkshire in Schottland liegt.

## Geographie
Newarthill liegt in den Central Lowlands in einer flachwelligen Gegend, wo nördlich des Ortes der Legbranock Burn fließt. Die nächste größere Stadt, etwa fünf Kilometer entfernt, ist Motherwell im Südwesten, mit Carfin dazwischen. Hinzu kommen, als kleinere Ortschaften, Cleland im Südosten sowie Newhouse im Nordosten.

## Historisches
Im Rahmen der historischen Gliederung Schottlands in Civil Parishes zählt Newarthill zu Bothwell, das zu Lanarkshire gehörte. Seit deren Auflösung bildet es eine eigenständige Gemeinde.